# 토킹 헤즈
토킹 헤즈(영어: Talking Heads)는 1974년 미국 뉴욕에서 결성된 뉴웨이브 밴드이다. 70년대 뉴욕 펑크와 뉴웨이브를 기초로 아방가르드, 팝, 펑크 록, 휭크, 아트 록, 월드 뮤직을 혼합한 스타일로 높은 평가를 받고 있으며 후대에도 그 영향력을 발휘하고 있다.
2002년, 로큰롤 명예의 전당에 올랐다.Outfit7

## 역사

### 1974-1977: 결성
토킹 헤즈의 기원은 로드아일랜드주 프로비던스에 있는 로드아일랜드 디자인대학교에서 결성된 The Artistics라는 밴드로 올라간다. 당시 데이비드 번과 커플인 크리스 프란츠와 티나 웨이마우스는 서로 친한 사이였고, 곧 이들은 The Artistics을 결성하게 된다. The Artistics가 유명무실해 진 뒤, 뉴욕으로 거처를 옮긴 이들은 1975년 6월 8일 CBGB에서 라몬즈 오프닝 공연에 Talking Heads라는 이름으로 처음 무대에 올라서게 된다. 나중에 웨이마우스가 밝히길 토킹 헤즈라는 단어는 촬영 용어('머리 부분만 촬영된 컷')에서 따왔다고 한다. 그 해 말, CBS에 데모를 보내게 되지만 CBS에서는 별다른 반응이 없었다. 1976년 모던 러버스 출신의 제리 해리슨이 기타와 신시사이저로 밴드에 참여하게 됐고, 1977년 사이어 레코드와 계약하고 첫 싱글인 "Love → Building on Fire"을 2월 발매하게 된다. 그리고 7개월 뒤 첫 앨범 Talking Heads: 77을 발매하게 된다. (Love → Building on Fire은 포함되지 않았다.) 수록곡이자 싱글 "Psycho Killer"는 마이너 히트를 기록했다.

### 1978-1982: 브라이언 이노 시절
1978년 두 번째 앨범 More Songs About Buildings and Food을 작업하면서 밴드는 브라이언 이노를 만나게 된다. 이전에도 데이비드 보위와 로버트 프립과 작업한 이노는 곧 그들과 오랜 기간 프로듀서로 관계를 유지하게 된다. 좀 더 풍부해진 음악들을 담고 있던 두 번째 앨범은 곧 알 그린의 노래를 커버한 싱글 "Take Me to the River"가 히트하면서 밴드의 지명도를 올리게 된다.
1979년 한층 심화된 실험과 도전을 담고 있는 세 번째 앨범 Fear of Music이 발매되었다. 싱글 "Life During Wartime"는 유명한 후렴구("파티는 없어/디스코도 없어)를 낳으며 뉴웨이브 시절을 대표하는 문장으로 자리잡게 된다. 1980년 그들은 그들 경력 최고작인 4집 Remain in Light를 발매하게 된다. 3집 "I Zimbra"에서 엿보였던 아프로비트와 펠라 쿠티, 폴리리듬, 월드 뮤직에 대한 관심이 본격적으로 구체화되었던 이 앨범은 첫 번째 싱글인 "Once in a Lifetime"의 영국 20위 진입과 달리 미국에선 성공하지 못했으나 피터 가브리엘이나 러시, 킹 크림슨같은 밴드에 큰 영향을 미쳤으며, 지금도 지속적으로 그 영향력을 확대해가고 있다.
4집을 내놓은 뒤, 그들은 잠시 휴지 기간을 가지기로 한다. 티나 웨이마우스와 크리스 프란츠는 프로젝트성 밴드인 톰 톰 클럽을 결성했고, 데이빗 번은 이노와 함께 1981년, My Life in the Bush of Ghosts를 발매하면서 솔로 활동을 시작했다.

### 1983-1991: 브라이언 이노 이후, 그리고 해체
1983년 한자리에 다시 모인 그들은 U2 프로듀서로 일하기 위해 떠난 브라이언 이노를 제외하고 스스로 프로듀싱한 5집 《Speaking in Tongues》를 발표했다. 1984년 조나단 드미가 감독한 공연 영화 《Stop Making Sense》를 발표했다. 2년 뒤인 1985년에는 보다 더 소프트해진 6집 《Little Creatures》를 선보였다. 이와 함께 음악 감독 데이비드 번은 독자적인 캐리어 쌓기에도 여념이 없었다. 그는 1985년 오페라 《Civil Wars》의 음악을 담당하였고, 이듬해에는 영화 《True Stories》를 직접 제작하고, 사운드트랙까지 책임지는 등 다방면에서 끼를 과시했다. 또한 1988년에는 사카모토 류이치와 함께 영화 《마지막 황제》의 음악을 맡아 '아카데미 영화 음악상'을 거머쥐는 쾌거를 이룩하기도 했다.
하지만 번의 잦은 외도는 밴드 멤버들의 불만을 샀고, 불화가 끊이지 않았다. 1988년 발표한 《Naked》를 마지막으로 활동 정지에 들어갔다가 결국 1991년 공식적으로 해체를 선언하게 된다.

### 1992-현재: 해체 이후
1996년 티나 웨이마우스와 크리스 프란츠, 제리 해리슨은 The Heads라는 명의로 《No Talking, Just Head》를 발매하게 된다. 번 대신 유명 게스트 보컬을 초빙해 만든 이 앨범은 그러나 별다른 반향을 받지 못하고 한시적인 활동으로 끝나게 된다. 그리고 번은 이 활동에 대해 불만을 품고 나머지 멤버들을 고소하기에 이른다.
2002년, 이들은 로큰롤 명예의 전당에 올랐으며 이를 위해 공연을 한 차례 했다. 그러나 이들은 기대와 달리 이후 재결합이나 그 어떤 순회 공연을 하지 않았다. 번은 로큰롤 명예의 전당 공연을 한 뒤 "나는 다른 멤버들하고 음악적 성격이 다르다. 우리는 재결성이나 어떤 공연도 하지 않을 것이다."라고 인터뷰에서 밝혔다.

## 음반 목록

### 정규 음반
- Talking Heads: 77 (1977)
- More Songs About Buildings and Food (1978)
- Fear of Music (1979)
- Remain in Light (1980)
- Speaking in Tongues (1983)
- Little Creatures (1985)
- True Stories (1986)
- Naked (1988)